# Гроно (Граубюнден)
Гроно (італ. Grono) — громада  в Швейцарії в кантоні Граубюнден, регіон Моеза.

## Географія
Громада розташована на відстані близько 155 км на південний схід від Берна, 75 км на південний захід від Кура.
Гроно має площу 37,1 км², з яких на 2,9% дозволяється будівництво (житлове та будівництво доріг), 8,3% використовуються в сільськогосподарських цілях, 61,5% зайнято лісами, 27,3% не є продуктивними (річки, льодовики або гори).

## Демографія
2019 року в громаді мешкало 1406 осіб (+13,2% порівняно з 2010 роком), іноземців було 31,6%. Густота населення становила 38 осіб/км².
За віковим діапазоном населення розподілялося таким чином: 16,9% — особи молодші 20 років, 62,3% — особи у віці 20—64 років, 20,8% — особи у віці 65 років та старші. Було 652 помешкань (у середньому 2,1 особи в помешканні).
Із загальної кількості 1049 працюючих 33 було зайнятих в первинному секторі, 371 — в обробній промисловості, 645 — в галузі послуг.